# Atomismo

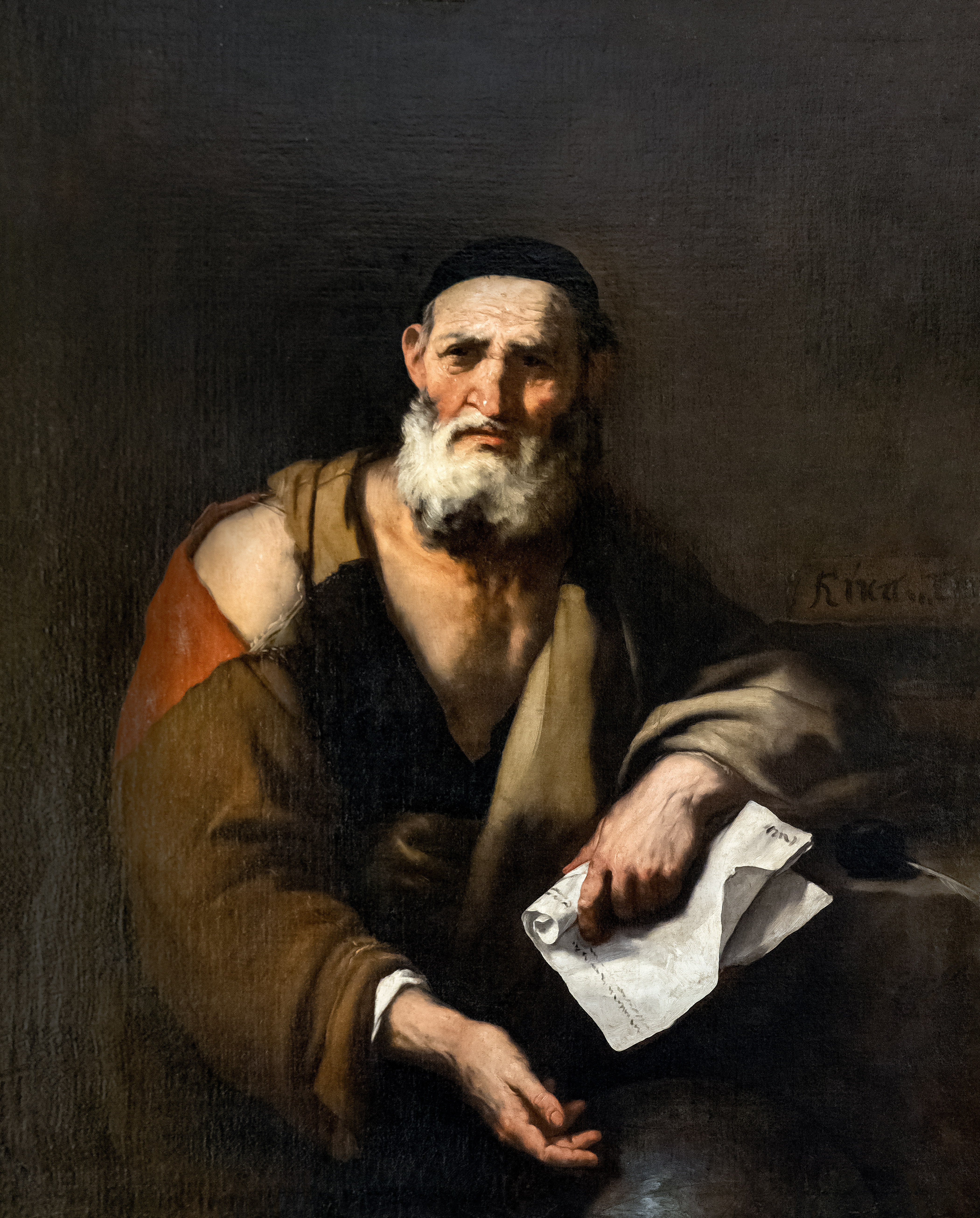
Leucipo de Mileto, el primer filósofo griego en desarrollar la teoría del atomismo.

El atomismo es una teoría filosófica que apareció en la Antigua Grecia durante el siglo V a. C. y en la India  —aunque tal vez surgiera mucho antes (Mosco de Sidón)—, según la cual el universo está constituido por combinaciones de pequeñas partículas indivisibles denominadas átomos (del griego ἄτομον, «que no se puede cortar», «indivisible»).

## Historia

### Desarrollo en la Grecia antigua

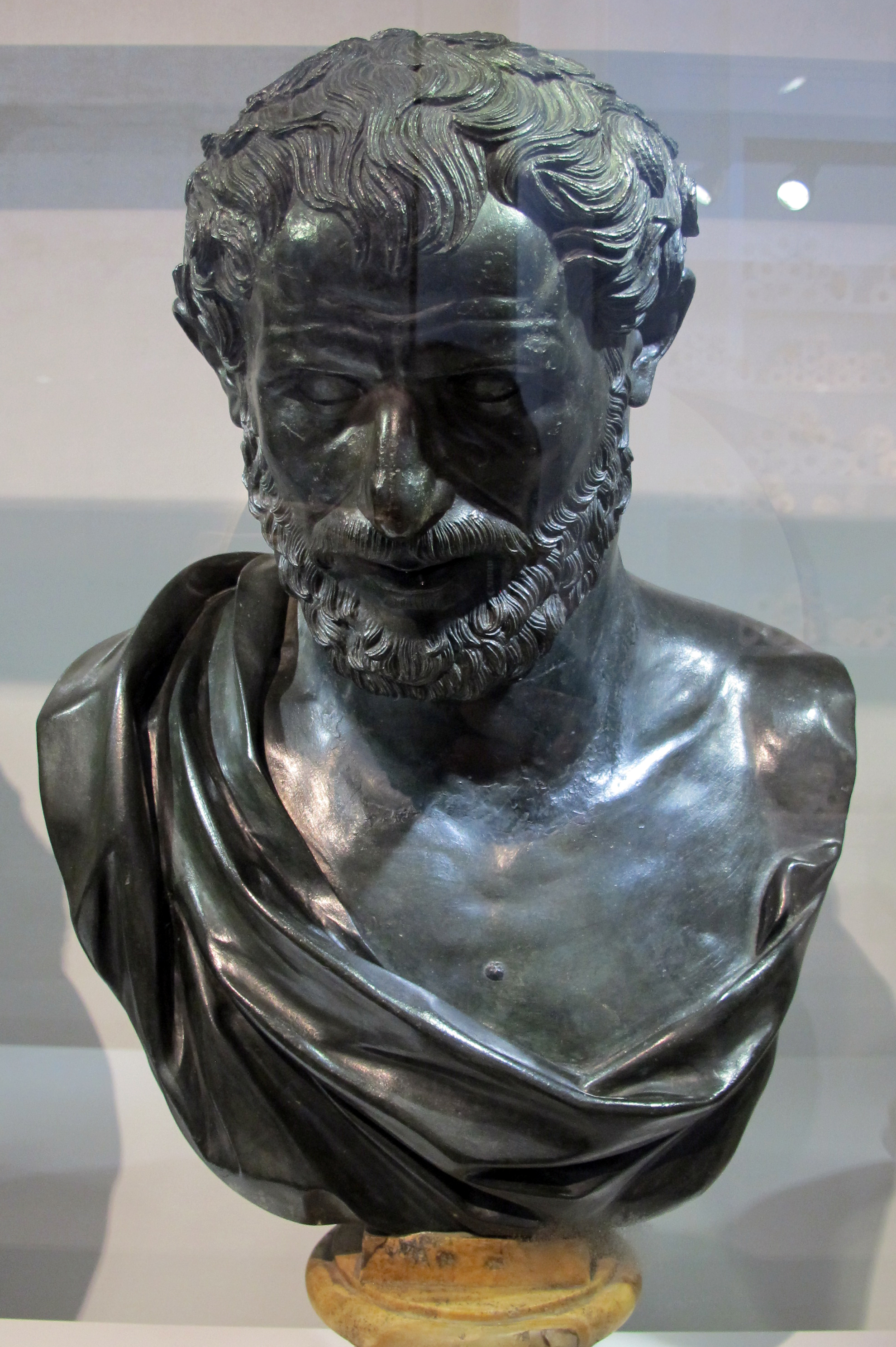
Busto identificado con Demócrito (Museo Arqueológico de Nápoles).

En las antiguas creencias, el átomo se definía como el elemento más pequeño, a la vez extenso e indivisible, del que están hechas todas las cosas. Leucipo es considerado por Aristóteles y Diógenes Laercio como el fundador del atomismo, aunque según Sexto Empírico le presta la invención del átomo a Mosco de Sidón, un fisiólogo o filósofo natural fenicio.
Según el atomismo mecanicista de Leucipo y Demócrito (siglos V y IV a. C.), los átomos son unas partículas materiales indestructibles, desprovistas de cualidades, que no se distinguen entre sí más que por la forma y dimensión, y que por sus diversas combinaciones en el vacío constituyen los diferentes cuerpos. Esta concepción de la naturaleza es absolutamente materialista, y explica todos los fenómenos naturales en términos de número, forma y tamaño de los átomos. Incluso reduce las propiedades sensoriales de las cosas a las diferencias cuantitativas de los átomos.

"Todo lo que existe en el universo es fruto del azar y de la necesidad."
Diógenes Laercio, IX
Diels-Kranz, Die Fragmente der Vorsokratiker, 67 B2

El atomismo aparece en la filosofía griega como un intento de superar las dificultades lógicas para explicar el cambio de las cosas consideradas en la escuela eleática.
La concepción atomista suprime tantos obstáculos para la comprensión mecánica y matemática del universo que se convirtió en modelo para cualquier investigación racional de la naturaleza. También se presenta como afín al pluralismo de Anaxágoras o de Empédocles (siglo V a. C.). Anaxágoras consideraba que todo estaba hecho de partículas elementales llamadas homeomerías conceptualmente diferentes (aunque muy similares) a los átomos de Leucipo y Demócrito, mientras que Empédocles afirmaba que casi todas las cosas (no los ojos, por ejemplo) están compuestas por de los cuatro elementos, a saber: aire, agua, tierra y fuego.
La esencia del argumento atomista es como sigue. Tomemos por válida la hipótesis, «las cosas materiales son divisibles hasta el infinito». Dado que tal división es posible, imaginemos que la llevamos a cabo con un cuerpo; ¿Qué queda entonces de este? O bien el producto de la división es un número de cuerpos con magnitud física, o consiste en un número de elementos que no tienen magnitud. En el primer caso, los cuerpos residuales con magnitud deben seguirse pudiendo dividir, pues la división no se habría llevado a cabo completamente, lo cual contradice el punto de partida. En el segundo caso, el cuerpo original, que tiene magnitud, estaría compuesto por elementos que no tienen magnitud, lo cual es imposible. La suma de infinitos elementos que no poseen magnitud da lugar a un elemento sin magnitud. Así que ambos posibles resultados llevan a un absurdo y por tanto la hipótesis de que los cuerpos materiales son divisibles hasta el infinito ha de ser falsa y, por lo tanto debe existir un límite a esta división, una unidad básica de materia indivisible que posee magnitud, llamada átomo y a partir de la cual no se puede seguir dividiendo.

### Desarrollo en la antigua India
En la filosofía india existen ejemplos de ideas atomistas en los trabajos del sabio védico Aruni, que vivió en el siglo VIII a. C.. Este autor llegó a mencionar que "partículas demasiado pequeñas para ser vistas se agrupan juntas en forma de substancias y objetos de la experiencia", estas partículas fueron denominadas kaṇa Aunque el término kaṇa alude a "partículas" y no átomos (paramanu), algunos estudiosos como Hermann Jacobi o Randall Collins han comparado las ideas de Aruni con las de Tales de Mileto señalando similitudes en su metodología científica, y considerando que ambos son ejemplos tempranos de "físicos primitivos" o "pensadores proto-materialistas". Posteriormente, la escuela de los Charvaka, y la escuela Ajivika son pensamientos atomistas que se originaron en el siglo VII a. C.. Bhattacharya posiciona la escuela Charvaka como una de las varias escuelas materialistas y ateas que existieron en la antigua India.
Entre los primeros filósofos de India que consideraron que la materia estaba formada por átomos o partículas indivisibles muy pequeñas está Pakudha Kaccāyana (c. siglo VI a. C. ), de acuerdo con el Samannaphala Sutta existirían siete tipos de átomos asociados a siete entidades que eran: tierra, agua, fuego, aire, alegría, pesar y vida. Pakudha afirmó que estas realidades primitivas e indestructibles, no creadas y estables no interactuaban unas con otras sino que simplemente se combinaban. En el Brahmajala Sutta se dan más detalles de las teorías de Pakudha donde se clasifican como "atomistas" (Pali/Skt.: anu vaada) y "eternalistas" (sassatavādā). Además Pakudha se consideraba un materialista, por lo que no parecía considerar dioses, almas u otro tipo de entidades no materiales. Posteriormente, el filósofo Kaṇāda fundó la escuela Vaisheshika que también fue la primera escuela india de filosofía natural. Las escuelas Nyaya y Vaisheshika desarrollaron sus propias ideas sobre cómo los kaṇa se combinaban en objetos más complejos. Estas doctrinas atomistas, en algunos aspectos, son tremendamente similares a la de Demócrito. McEvilley (2002) asume que dichas similitudes se deben al contacto cultural y la difusión de ideas, posiblemente en ambas direcciones.
En India, por otra parte, llegaban a conclusiones parecidas los jainistas Ajivika y Chárvaka y las escuelas del hinduismo ortodoxo nyaya y vaiśeṣika.

### Islamismo medieval
Las filosofías atomistas se encuentran muy temprano en la filosofía islámica y fueron influenciadas originalmente por la filosofía griega anterior y, en cierta medida, más tarde por la india.
La forma más exitosa de atomismo islámico estaba en la escuela Asharite de teología islámica, sobre todo en el trabajo del teólogo al-Ghazali (1058-1111). En el atomismo asharita, los átomos son las únicas cosas materiales perpetuas que existen, y todo lo demás en el mundo es "accidental", es decir, algo que dura solo un instante. Nada accidental puede ser la causa de otra cosa, excepto la percepción, tal como existe por un momento. Los hechos contingentes no están sujetos a causas físicas naturales, sino que son el resultado directo de la constante intervención de Dios, sin la cual nada podría suceder. Por lo tanto, la naturaleza depende completamente de Dios, lo que encaja con otras ideas islámicas asharitas sobre la causalidad, o la falta de ella (Gardet 2001). Al-Ghazali también usó la teoría para apoyar su teoría del ocasionalismo. En cierto sentido, la teoría asharita del atomismo tiene mucho más en común con el atomismo indio que con el atomismo griego.

### Crítica aristotélica y desarrollo posterior
Aristóteles acepta la idea atomística y la concilia con la filosofía de las formas de Platón, argumentando que ambos están en lo cierto. Lo explicó a través de la primera substancia y de las categorías o substancias secundarias que dependen de ella. La primera substancia sería la materia de los atomistas y las categorías dependientes de ella serían las propiedades que definen a esa materia que la convierte en lo que es. Todo ello explicado en su doctrina de las cuatro causas.
Para evitar el determinismo mecanicista, criticado por Aristóteles, Lucrecio toma el pensamiento de Epicuro e introduce la tesis de que los átomos caen en el vacío y experimentan por sí mismos una declinación que les permite encontrarse (teoría del clinamen). De esta forma trata de imponer un cierto orden a la idea original que suponía que las cosas se formaban con un movimiento caótico de átomos.

### En la Edad Media y Moderna
En la Edad Media, a pesar de la oposición general al atomismo basada en consideraciones teológicas, y sobre todo por la fuerte influencia de Aristóteles, esta doctrina fue mantenida por Guillermo de Conches y Nicolás de Autrecourt. La teoría cobra nuevo auge en los siglos XV y XVI, coincidiendo con la crítica al aristotelismo, con las ideas de Nicolás de Cusa y Giordano Bruno, alcanzando un punto culminante con la renovación de Gassendi, que considera el atomismo como la hipótesis más razonable para la explicación de los fenómenos de la naturaleza. En esta época fueron debatidos los problemas inherentes a la doctrina atomista: dificultad lógica de admitir que exista una porción de materia que no se pueda dividir y las dificultades de explicar la diversidad de las propiedades físicas y químicas de los cuerpos. Asimismo es innegable la influencia que adquirió más tarde en los orígenes de la teoría atómica científica, empezando por el científico serbio Ruđer Bošković (1711-1787), primero en bosquejar una teoría atómica moderna de fundamento newtoniano que establece fuerzas de cohesión y de repulsión. En su sistema Boscovich sostenía que los principios constitutivos de los cuerpos son:
a) Los cuerpos están formados de elementos o sustancias finitas en número, pero simples e inextensas.
b) Estos elementos, no están dotados de conocimiento y apetito, como pretendía Leibnitz, sino de la doble fuerza atractiva y repulsiva, por medio de las cuales se acercan unos a otros, pero sin llegar a tocarse, de manera que entre unos y otros quedan vacíos ciertos pequeños espacios.
c) Los elementos simples e inextensos, en unión con dichos espacios vacíos, constituyen los diferentes cuerpos de la naturaleza, y son además el origen de la extensión física de los mismos.